# Hichem Chaabane
Hichem Chaabane (Arabisch: هشام شعبان) (Blida, 10 augustus 1988) is een Algerijns wielrenner.
Chaabane deed namens Algerije mee aan de Olympische Spelen van 2008 in Peking. Hij nam deel aan de wegwedstrijd, maar wist niet de finish te halen.
Op 23 april 2015 kreeg hij een voorlopige schorsing opgelegd vanwege een positieve test op onder andere EPO. Sinds het begin van dat jaar had Chaabane al zeven UCI-overwinningen weten te behalen. Hij werd met ingang van 22 april voor achttien maanden geschorst en een aantal overwinningen werd hem afgenomen.

## Belangrijkste overwinningen
2008
 Afrikaans kampioen op de weg, Beloften
2010
 Arabisch kampioen op de weg, Beloften
2012
 Arabisch kampioen op de weg, Elite
4e etappe Ronde van Burkina Faso
 Arabisch clubkampioen ploegentijdrijden, Elite (met Adil Barbari, Karim Hadjbouzit, Fayçal Hamza, Abderrahmane Hamza en Hamza Merdj)
2013
3e etappe eindklassement Ronde van Blida
Eindklassement Ronde van Blida
 Algerijns kampioen op de weg, Elite
2014
5e etappe Ronde van Algerije
Bergklassement Ronde van Constantine
2015
Circuit d'Alger
1e en 3e etappe Ronde van Oranie
Puntenklassement Ronde van Oranie
3e etappe Ronde van Blida
4e etappe Ronde van Annaba
Eind- en bergklassement Ronde van Annaba
Circuit de Constantine

## Uitslagen belangrijkste wedstrijden
| Jaar |  | WK op de weg |
| ---- |  | ------------ |
| 2012 |  | opgave       |

## Ploegen
- 2008 –  Team Konica Minolta-Bizhub
- 2009 –  MTN Cycling
- 2012 –  Vélo Club Sovac Algérie
- 2013 –  Vélo Club Sovac
- 2014 –  Olympique Team Algérie Tour AGLO37

Byukusenge · Chaabane · Evans · George · McLeod · Munanganda · Nameembo · Niyonshuti · Potgieter · Teutenberg · Thomson · C. Van Heerden · J. Van Heerden
Amari · Barbari · Bourezza · Chaabane · Chabaane · Dahmane · Hadjbouzit · F.Hamza · M.K.Hamza · A.Hamza · Merdj · Saada
Barbari · Baz · Ben Nasser · Benrais · Bettira · Chaabane · Chabaane · Dahmane · Droueche · Hadjbouzit · A.Hamza · F.Hamza · Lahsaini · Merdj
Abdenbi · Bechlaghem · Bettira · Chaabane · Jenadi · Kab · Saidi · Seguouini